# Guerre suédo-norvégienne
Batailles
Hvaler (en), Lier (en), Matrand (en), Fredrikstad (en), Langnes (en), Kjølberg (en)
La guerre suédo-norvégienne, également appelée campagne contre la Norvège (en suédois Fälttåget mot Norge) ou campagne norvégienne (en norvégien Det norske felttoget), est une guerre qui opposa la Suède et la Norvège pendant l’été 1814. À la fin du conflit, la Norvège constitua une union avec la Suède mais avec une constitution et un parlement distincts.

## Contexte

### Traité de Kiel
Dès 1812, avant la campagne de Russie, le prince héritier de Suède Charles XIV Jean (Jean-Baptiste Bernadotte) avait passé un accord avec le tsar Alexandre Ier selon lequel la Russie soutiendrait une attaque suédoise contre la Norvège afin d’obliger le royaume du Danemark et de Norvège à céder à la Suède la partie septentrionale de son territoire. L’attaque fut cependant annulée et les forces suédoises furent à la place dirigées contre la France en Europe centrale. Les troupes suédoises furent déployées contre celles de Napoléon en vertu de l’accord entre Charles Jean et des diplomates du Royaume-Uni et de Prusse, qui stipulait que la Norvège reviendrait à la Suède après que la France et ses alliés (dont le royaume du Danemark et de Norvège) furent défaits.
Par le traité de Kiel du 14 janvier 1814, le roi Frédéric VI de Danemark et de Norvège devait céder la Norvège au roi de Suède du fait de son alliance avec la France et de leur défaite dans les dernières phases des guerres napoléoniennes. Toutefois ce traité ne fut pas accepté par les Norvégiens.

### L’assemblée constituante norvégienne
Le neveu du roi Frédéric VI, le prince Christian du Danemark, héritier présomptif des trônes de Danemark et de Norvège et vice-roi de Norvège, prit la tête de l’insurrection et convoqua une assemblée constituante qui adopta une constitution libérale le 17 mai et élut Christian roi d’une Norvège indépendante sous le nom de Christian-Frédéric.
À la tête du nouvel État, Christian-Frédéric tenta désespérément d’obtenir le soutien du Royaume-Uni ou d’une des autres puissances majeures de la Sixième Coalition, afin de préserver l’indépendance de la Norvège. Cependant, les diplomates étrangers ne laissèrent aucun espoir de soutien extérieur aux Norvégiens.

## Les armées
L’armée norvégienne comptait 30 000 hommes, et elle avait pris position à distance de la frontière suédoise, de peur d’être contournée. La marine norvégienne avait quelques navires, et la plupart d’entre eux mouillaient aux îles Hvaler, près de la Suède.
L’armée suédoise comprenait 45 000 soldats bien équipés et aguerris.

### Principaux commandants
- Jean-Baptiste Bernadotte, ancien maréchal de France et héritier présomptif du trône suédois ;
- Magnus Fredrik Ferdinand Björnstjerna, général suédois ;
- Johannes Klingenberg Sejersted (en), général norvégien ;
- Frederik Gottschalk von Haxthausen, ministre des Finances et oberhofmarshall de Norvège.

## La guerre

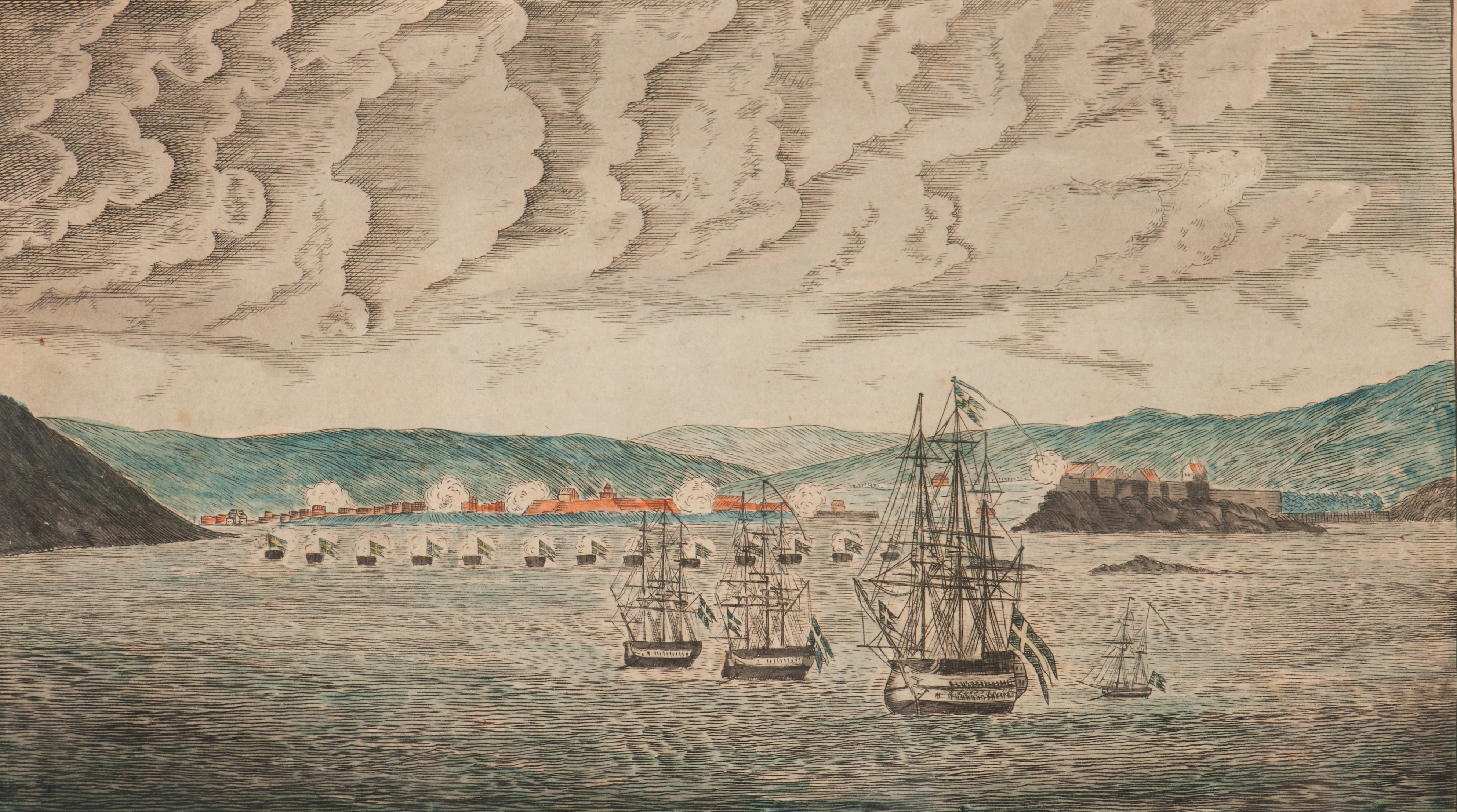
L'attaque de Fredriksten, 1814.

Les hostilités débutèrent par une attaque navale rapide des Suédois contre les vaisseaux norvégiens à Hvaler. L’armée norvégienne se replia et les navires parvinrent à s’échapper, mais ne furent plus engagés pour le restant de la guerre. La principale poussée suédoise traversa la frontière à Halden, contournant et encerclant la forteresse de Fredriksten (en), puis continua vers le nord, pendant qu’une seconde force de 6 000 hommes débarqua à Kråkerøy (en) près de Fredrikstad. La ville capitula le lendemain. Ce débarquement fut le point de départ d'un mouvement en pince autour de la principale composante de l’armée norvégienne à Rakkestad.
Sur le front vers Kongsvinger, les forces étaient de tailles plus comparables, et l’armée norvégienne finit par arrêter l’avancée suédoise à la bataille de Lier (en) le 2 août et remporta une autre victoire à Matrand (en) le 5 août. Le 3 août, le roi Christian-Frédéric rejoignit le front à Østfold, on le persuada de changer sa stratégie et d’utiliser les 6 000 hommes stationnés à Rakkestad dans une contre-attaque. L’ordre en fut donné le 5 août, mais il fut annulé quelques heures plus tard. Les troupes norvégiennes se retirèrent donc sur le fleuve Glomma à Langnes (en) dans la municipalité d’Askim. La dernière grande bataille (en) de la guerre se déroula le 9 août sur la tête de pont de Langnes, et une fois encore les forces suédoises furent repoussées.
Bien que l’armée norvégienne ait gagné à Langnes, il était néanmoins clair pour les autorités militaires tant norvégiennes que suédoises que sa défaite était inévitable. Même si la Norvège avait réussi plusieurs fois à mener de petites attaques contre les Suédois, faisant ainsi pression sur eux pour qu’ils l’acceptent comme nation souveraine, il n’était pas envisageable de leur résister à long terme. L’offre de négociation suédoise fut donc acceptée car la guerre avait déjà mis à mal les finances norvégiennes. Pour la Suède, chaque jour de perdu dans la mainmise sur la Norvège rendait l’issue de la guerre plus incertaine, aussi les deux camps avaient intérêt à obtenir une fin rapide à la guerre.
Pour le soldat norvégien de base la guerre parut mal préparée et mal conduite, les responsabilités de la défaite retombèrent sur Christian-Frédéric et sur le général Haxthausen ; ce dernier fut accusé de trahison. Pour le gouvernement norvégien, ce fut surtout une façon d’obtenir les meilleurs termes de négociation possibles, car sans le soutien des principales puissances, l’indépendance de la Norvège n’était pas réalisable. Mais en acceptant des tractations après la victoire de Langnes, il était en situation d’éviter une reddition sans conditions.

## Conséquences
Les négociations s'ouvrirent à Moss, en Norvège le 10 août 1814, et après quelques jours de débats intenses, un accord de cessez-le-feu, appelé la convention de Moss, fut signé le 14 août 1814. Christian-Frédéric fut forcé d'abdiquer, mais le royaume de Norvège entra en union personnelle avec la Suède, avec à sa tête le souverain suédois. Il conserva sa constitution seulement modifiée pour permettre l'entrée dans l'union et les deux royaumes unis gardèrent leurs propres institutions, à l’exception du roi et des affaires étrangères.